# Comuna Punitovci, Osijek-Baranja
Punitovci (slovacă Punitovci) este o comună în cantonul Osijek-Baranja, Croația, având o populație de 1.803 locuitori (2011).

## Demografie
Componența etnică a comunei Punitovci
     Croați (61,95%)
     Slovaci (36,94%)
     Necunoscut (0%)
     Neclasificat (0,94%)
Componența confesională a comunei Punitovci
     Catolici (97,17%)
     Protestanți (1,05%)
     Necunoscută (0,55%)
     Alte religii (1,22%)
Conform recensământului din 2011, comuna Punitovci avea 1.803 locuitori. Din punct de vedere etnic, majoritatea locuitorilor (61,95%) erau croați, cu o minoritate de slovaci (36,94%). Din punct de vedere confesional, majoritatea locuitorilor (97,17%) erau catolici, cu o minoritate de protestanți (1,05%). Pentru 0,55% din locuitori nu este cunoscută apartenența confesională.